# Solonitsivka
Solonitsivka (en ucraniano: Солоницівка, romanizado: Solonytsivka; en ruso: Солоницевка, romanizado: Solonitsevka) es un pueblo ucraniano perteneciente al óblast de Járkov. Situado en el noreste del país, es parte del raión de Járkov y centro del municipio (hromada) homónimo.

## Toponimia
Hasta mediados de 1950, el lugar se conocía como Sinolitsivka (en ucraniano: Сінолицівка; en ruso: Синолицевка).

## Geografía
Solonitsivka se encuentra a orillas del río Udi, a 17 km al oeste de Járkov y 27 km al suroeste de Derjachí.  

## Historia
Solonitsivka fue mencionada por primera vez en 1662, fundada por varias familias de inmigrantes de la Ucrania de la margen derecha y cosacos. El pueblo fue una aldea en el uyezd de Járkov de la gobernación de Járkov del Imperio ruso y en la primera mitad del siglo XIX aparecieron en el pueblo las primeras empresas: una fábrica de ladrillos, una destilería y un molino.
En 1938 se le asignó el estatus de asentamiento de tipo urbano.
Durante la Segunda Guerra Mundial, Solonitsivka estuvo ocupada por la Alemania nazi hasta el 23 de agosto de 1943.
Hasta el 18 de julio de 2020, Solonitsivka pertenecía al raión de Derjachí. El raión fue abolido en julio de 2020 como parte de la reforma administrativa de Ucrania, que redujo el número de raiones del óblast de Járkov a siete. El área del raión se incluyó en el raión de Járkov. En 2023, Solonitsivka perdió el estatus de asentamiento de tipo urbano en la legislación ucraniana debido a la eliminación de este estatus administrativo.

## Demografía
La evolución de la población de Solonitsivka entre 1864 y 2022 fue la siguiente:
| 718                                                           | 1237 | 1782 | 5779 | 13 692 | 13 153 | 13 761 | 13 753 | 13 626 | 13 254 |
| (Fuente: Cities & Towns of Ukraine y UKRAINE: Größere Städte) |      |      |      |        |        |        |        |        |        |

Según el censo de 2001, la lengua materna de la mayoría de los habitantes, el 73,08%, es el ucraniano; y del 26,34%, el ruso.

## Infraestructura

### Arquitectura, monumentos y lugares de interés
En una colina cerca del pueblo hay un monumento al mariscal de la Unión Soviética Iván Kónev.

### Transporte
Por Solonitsivka pasa la carretera regional P-46. La estación de tren de Zarichanka se encuentra en el asentamiento, en la línea ferroviaria que conecta Járkov y Zólochiv.